# Рель (Німеччина)
Рель (нім. Röhl) — громада в Німеччині, розташована в землі Рейнланд-Пфальц. Входить до складу району Бітбург-Прюм. Складова частина об'єднання громад Бітбургер-Ланд.
Площа — 10,65 км2. Населення становить 447 ос. (станом на 31 грудня 2020).